# Crónica TV
Crónica TV (span. Bericht-TV) ist ein argentinischer Nachrichten-Fernsehsender. Er wurde 1994 vom Besitzer der Boulevardzeitung Crónica gegründet und war der erste Sender des Landes, der 24 Stunden lang Nachrichten sendete. Heute wurde er vom Konkurrenten der Clarín-Gruppe, Todo Noticias, in der Beliebtheit übertroffen.

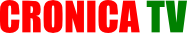
Crónica TV

Wegen der thematischen Schwerpunkte wird er meist den Boulevardmedien zugeordnet. Es dominiert die Live-Berichterstattung von Ereignissen wie Kriminalfällen, Familientragödien oder Unfällen, kombiniert mit unkommentierten Schlagzeilen.

## Merkmale
Charakteristisch für den Sender ist ein sehr einfaches, aber unkonventionelles Corporate Design, das deutliche Elemente der Retro-Ästhetik zeigt. So erscheinen die wichtigsten Schlagzeilen ganzseitig in altertümlich wirkenden Großbuchstaben auf rotem Hintergrund. Zugleich ertönt als Musikuntermalung eine in veralteter Qualität aufgenommene Erkennungsmelodie, ein Auszug des Militärmarschs The Stars and Stripes Forever von John Philip Sousa.
Die Schlagzeilen sind oft in Umgangs- bis Vulgärsprache verfasst. Des Weiteren benutzt Crónica TV sehr oft Elemente des Humors und der Ironie. So werden zum Beispiel komplett unwichtige „Nachrichten“ als Schlagzeile präsentiert wie etwa Es fehlen 364 Tage bis zum nächsten Frühlingsanfang (eine Art Running Gag, der oft mit beliebigen Jahreszeiten je nach Datum wiederholt wird) oder eine Nachricht wird durch Verdrehung der Tatsachen in der Kommentarzeile ins Absurde geführt. Bekannt wurde besonders ein Fall, in dem bei einem Autounfall die Titelzeile Betrunkener Autofahrer verursacht beinahe eine Tragödie. Batman einziger Zeuge. dargestellt wurde, weil sich in der Umgebung bei Eintreffen der Journalisten gerade ein als Batman verkleideter Mann befand.